# Извоареле (Гарда де Сус)
Извоареле (рум. Izvoarele) насеље је у Румунији у округу Алба у општини Гарда де Сус. Oпштина се налази на надморској висини од 893 m.

## Становништво
Према подацима из 2011. године у насељу је живело 69 становника.